# Max Miedinger
Max Miedinger (* 24. Dezember 1910 in Zürich; † 8. März 1980 ebenda) war Schweizer Grafiker und Typograf. Er ist vor allem bekannt für den Entwurf der Schriftart Helvetica.

## Leben und Werk
Max Miedinger machte bei der Zürcher Buchdruckerei Bollmann von 1926 bis 1930 eine Schriftsetzerlehre und ging danach auf die Kunstgewerbeschule Zürich. Von 1936 bis 1946 arbeitete er als Grafiker für die Warenhauskette Globus. Anschliessend wechselte er zur Haas’schen Schriftgiesserei in Münchenstein bei Basel, für die er bis 1956 als Kundenberater und Verkäufer arbeitete.
Ab 1956 arbeitete Max Miedinger als freier Grafiker und bekam noch im selben Jahr vom Direktor der Haas’schen Schriftgiesserei den Auftrag für den Entwurf einer neuen Grotesk. 1957 lieferte Miedinger die Neue Haas Grotesk in einem halbfetten Schnitt, 1958 folgte der magere, 1959 der fette Schnitt. Die Schrift wurde schnell erfolgreich und 1960 als Helvetica international vertrieben und seitdem oft kopiert.

## Bekannteste Schriftarten
- Pro Arte (1954)
- Helvetica (1956–1960)
- Horizontal (1965)